# Antrodiaetus gertschi
Antrodiaetus gertschi  es una especie de arácnido perteneciente al género Atypoides, dentro de la familia Antrodiaetidae, del orden de las arañas.

## Taxonomía
Fue descrita científicamente por Frederick A. Coyle en 1968. 